# عومان (مناخة)

تعديل مصدري - تعديل

عومان هي إحدى قرى عزلة مناخة بمديرية مناخة التابعة لمحافظة صنعاء، بلغ تعداد سكانها 17 نسمة حسب تعداد اليمن لعام 2004.